# Гьокчебунар (дем Мустафчово)
 Тази статия е за селото в Западна Тракия, Гърция.  За селото в Ивайловградско вижте Сив кладенец.  
Гьокчебунар (на гръцки: Γλαύκη, Главки) е село в Западна Тракия, Гърция в дем Мустафчово.

## География
Селото се намира на южните склонове на Родопите.

## История
В края на 19 век Ст. Шишков преминава през Гьокче бунар и пише за селото:
| „ | Слѣдъ 1 1/2 часъ стигнахме до помашкото селце Гьокче бунарь, състояще не повече отъ 80 кѫщи. Разположено е до подъ самия гребень на една малка полегата площь съ хубави ниви – тютюнища, изрядни лозя и овощни дървета. Промѣната въ носията вече по-добрѣ личи отъ тая въ вѫтрѣшнитѣ изъ Родопитѣ помашки села. | “ |

В началото на 20 век Гьокче бунар (Гьокчебунаръ) е помашко село в Ахърчелебийска каза. Според Любомир Милетич към 1912 година в него живеят 140 помашки семейства. Към 1942 година в селото живеят 612 души-помаци.
Селото е посетено от гръцкия министър на външните работи Дора Бакояни по време на обиколката ѝ в Западна Тракия.